# Copa Verde 2018
Die Copa Verde 2018 war die fünfte Austragung der Copa Verde, eines regionalen Fußballpokalwettbewerbs in Brasilien, der vom nationalen Fußballverband CBF organisiert wird. Mit dem Gewinn des Pokals war die Qualifikation für das Achtelfinale der  Copa do Brasil 2019 verbunden. Das Turnier wurde im KO-Modus mit Hin- und Rückspiel ausgetragen. Es startete am 21. Januar und endete am 16. Mai 2018.

## Teilnehmer
Es traten 18 Teilnehmer, aus den elf Bundesstaaten Acre, Amapá, Amazonas, Distrito Federal do Brasil, Espírito Santo, Mato Grosso, Mato Grosso do Sul, Pará, Rondônia, Roraima und Tocantins an. Vierzehn nahmen als erfolgreiche Klubs aus den Fußballmeisterschaften der Bundesstaaten von Brasilien teil. Die anderen vier Klubs ergaben aus dem CBF Ranking, welche aus den Staatsmeisterschaften noch nicht qualifiziert waren.

### Teilnehmer Staatsmeisterschaften
| Bundesstaat        | Klub                 | Qualifizierung          |
| ------------------ | -------------------- | ----------------------- |
| Acre               | Atlético Acreano     | Staatsmeister 2017      |
| Amapá              | Santos FC (AP)       | Staatsmeister 2017      |
| Amazonas           | Manaus FC            | Staatsmeister 2017      |
| Distrito Federal   | Brasiliense FC       | Staatsmeister 2017      |
| Distrito Federal   | Ceilândia EC         | Vize-Staatsmeister 2017 |
| Espírito Santo     | CA Itapemirim        | Staatspokalsieger 2017  |
| Mato Grosso        | Cuiabá EC            | Staatsmeister 2017      |
| Mato Grosso do Sul | Corumbaense FC       | Staatsmeister 2017      |
| Mato Grosso do Sul | Operário FC (MS)     | 3. Staatsmeister 2017   |
| Pará               | Paysandu SC          | Staatsmeister 2017      |
| Rondônia           | Real Ariquemes EC    | Staatsmeister 2017      |
| Roraima            | São Raimundo EC (RR) | Staatsmeister 2017      |
| Tocantins          | Interporto FC        | Staatsmeister 2017      |
| Tocantins          | SD Sparta            | Vize-Staatsmeister 2017 |

### Teilnehmer CBF Ranking
| Bundesstaat | Klub                    | CBF Platz |
| ----------- | ----------------------- | --------- |
| Acre        | Rio Branco FC (AC)      | 67        |
| Amazonas    | Princesa do Solimões EC | 78        |
| Mato Grosso | Luverdense EC           | 35        |
| Pará        | Clube do Remo           | 57        |

## Vorrunde
Die Paarungen wurden am 25. November 2017 festgelegt.
| Datum       |                | Gesamt |                         | Hinspiel  | Rückspiel |
| ----------- | -------------- | ------ | ----------------------- | --------- | --------- |
| 21.1./24.1. | Interporto FC  | 5:2    | Princesa do Solimões EC | 3:2 (1:1) | 2:0 (0:0) |
| 21.1./25.1. | Corumbaense FC | 3:2    | Ceilândia EC            | 3:1 (2:1) | 0:1 (0:0) |

## Finalrunde

### Turnierplan
Kursiv gekennzeichnete Klubs hatten das erste Heimspiel, fehlt die Kennzeichnung hatte der Paarungssieger auch das erste Heimspiel.

|  | Erste Runde                            | Erste Runde    | Erste Runde | Erste Runde | Erste Runde |  |  | Viertelfinale                          | Viertelfinale | Viertelfinale | Viertelfinale | Viertelfinale |  |                                        | Halbfinale | Halbfinale | Halbfinale | Halbfinale | Halbfinale |  |  | Finale | Finale | Finale | Finale | Finale |
|  |                                        |                |             |             |             |  |  |                                        |               |               |               |               |  |                                        |            |            |            |            |            |  |  |        |        |        |        |        |
|  | Tocantins                              | Sparta         | 1           | 1           | 2 (4)       |  |  |                                        |               |               |               |               |  |                                        |            |            |            |            |            |  |  |        |        |        |        |        |
|  | Rondônia                               | Real Ariquemes | 2           | 2           | 2 (2)       |  |  | Tocantins                              | Sparta        | 1             | 0             | 1             |  |                                        |            |            |            |            |            |  |  |        |        |        |        |        |
|  | Mato Grosso do Sul                     | Corumbaense    | 0           | 2           | 2           |  |  | Mato Grosso                            | Luverdense    | 0             | 7             | 7             |  |                                        |            |            |            |            |            |  |  |        |        |        |        |        |
|  | Mato Grosso                            | Luverdense     | 2           | 3           | 5           |  |  |                                        |               |               |               |               |  | Mato Grosso                            | Luverdense | 0          | 1          | 1          |            |  |  |        |        |        |        |        |
|  |                                        | Operário       | 1           | 0           | 1           |  |  |                                        |               |               |               |               |  | Espírito Santo                         | Itapemirim | 1          | 1          | 2          |            |  |  |        |        |        |        |        |
|  | Mato Grosso                            | Cuiabá         | 0           | 3           | 3           |  |  | Mato Grosso                            | Cuiabá        | 2             | 1             | 3             |  |                                        |            |            |            |            |            |  |  |        |        |        |        |        |
|  | Espírito Santo                         | Itapemirim     | 2           | 3           | 5           |  |  | Espírito Santo                         | Itapemirim    | 3             | 3             | 6             |  |                                        |            |            |            |            |            |  |  |        |        |        |        |        |
|  | Distrito Federal do Brasil             | Brasiliense    | 1           | 2           | 3           |  |  |                                        |               |               |               |               |  | Espírito Santo                         | Itapemirim | 0          | 1          | 1          |            |  |  |        |        |        |        |        |
|  | Acre (Bundesstaat)                     | Acreano        | 3           | 1           | 4           |  |  |                                        |               |               |               |               |  | Pará                                   | Paysandu   | 2          | 1          | 3          |            |  |  |        |        |        |        |        |
|  | Amapá                                  | Santos         | 2           | 2           | 4           |  |  | Amapá                                  | Santos        | 2             | 2             | 4             |  |                                        |            |            |            |            |            |  |  |        |        |        |        |        |
|  | Tocantins                              | Interporto     | 0           | 0           | 0           |  |  | Pará                                   | Paysandu      | 3             | 4             | 7             |  |                                        |            |            |            |            |            |  |  |        |        |        |        |        |
|  | Pará                                   | Paysandu       | 0           | 4           | 4           |  |  |                                        |               |               |               |               |  | Pará                                   | Paysandu   | 2          | 2          | 4          |            |  |  |        |        |        |        |        |
|  | Amazonas (brasilianischer Bundesstaat) | Manaus         | 2           | 1           | 3           |  |  |                                        |               |               |               |               |  | Amazonas (brasilianischer Bundesstaat) | Manaus     | 1          | 1          | 2          |            |  |  |        |        |        |        |        |
|  | Pará                                   | Remo           | 0           | 1           | 1           |  |  | Amazonas (brasilianischer Bundesstaat) | Manaus        | 1             | 1             | 2 (4)         |  |                                        |            |            |            |            |            |  |  |        |        |        |        |        |
|  | Roraima                                | São Raimundo   | 1           | 2           | 3           |  |  | Acre (Bundesstaat)                     | Rio Branco    | 1             | 1             | 2 (2)         |  |                                        |            |            |            |            |            |  |  |        |        |        |        |        |
|  | Acre (Bundesstaat)                     | Rio Branco     | 2           | 2           | 4           |  |  |                                        |               |               |               |               |  |                                        |            |            |            |            |            |  |  |        |        |        |        |        |

### Achtelfinale
| Datum       |                      | Gesamt          |                    | Hinspiel  | Rückspiel |
| ----------- | -------------------- | --------------- | ------------------ | --------- | --------- |
| 31.1./14.2. | Manaus FC            | 3:1             | Clube do Remo      | 2:0 (1:0) | 1:1 (0:0) |
| 31.1./16.2. | CA Itapemirim        | 5:3             | Brasiliense FC     | 2:1 (1:0) | 3:2 (1:1) |
| 31.1./21.2. | São Raimundo EC (RR) | 3:4             | Rio Branco FC (AC) | 1:2 (0:2) | 2:2 (0:1) |
| 31.1./21.2. | Corumbaense FC       | 2:5             | Luverdense EC      | 0:2 (0:0) | 2:3 (0:1) |
| 31.1./21.2. | Atlético Acreano     | (a)4:4(a)       | Santos FC (AP)     | 3:2 (1:0) | 1:2 (0:1) |
| 7.2./15.2.  | Operário FC (MS)     | 1:3             | Cuiabá EC          | 1:0 (0:0) | 0:3 (0:1) |
| 8.2./21.2.  | SD Sparta            | 1:1 (4:2 i. E.) | Real Ariquemes EC  | 1:1 (1:1) | 1:1 (0:1) |
| 9.2./20.2.  | Interporto FC        | 0:4             | Paysandu SC        | 0:0       | 0:4 (0:2) |

### Viertelfinale
| Datum      |                | Gesamt          |                    | Hinspiel  | Rückspiel |
| ---------- | -------------- | --------------- | ------------------ | --------- | --------- |
| 7.3./15.3  | Santos FC (AP) | 4:7             | Paysandu SC        | 2:3 (1:2) | 2:4 (1:1) |
| 7.3./17.3. | Cuiabá EC      | 3:6             | CA Itapemirim      | 2:3 (0:1) | 1:3 (0:1) |
| 7.3./18.3. | SD Sparta      | 1:7             | Luverdense EC      | 1:0 (0:0) | 0:7 (0:3) |
| 7.3./18.3. | Manaus FC      | 2:2 (4:2 i. E.) | Rio Branco FC (AC) | 1:1 (0:0) | 1:1 (0:1) |

### Halbfinale
| Datum       |               | Gesamt |               | Hinspiel  | Rückspiel |
| ----------- | ------------- | ------ | ------------- | --------- | --------- |
| 27.3./11.4. | Paysandu SC   | 4:2    | Manaus FC     | 2:1 (1:1) | 2:1 (1:1) |
| 28.3./12.4. | Luverdense EC | 1:2    | CA Itapemirim | 0:1 (0:1) | 1:1 (0:1) |

### Finale

#### Hinspiel
| CA Itapemirim                                        | CA Itapemirim | Paysandu SC | Paysandu SC |
| ---------------------------------------------------- | --- | --- | ----------- |
| CA Itapemirim                                        | \| 25. April 2018 in Cariacica (Estádio Kléber Andrade) \| \| Ergebnis: 0:2 (0:0) \| \| Zuschauer: 6.965 \| \| Schiedsrichter: Rodolpho Toski ( Paraná) \| \| Spielbericht \| | \| 25. April 2018 in Cariacica (Estádio Kléber Andrade) \| \| Ergebnis: 0:2 (0:0) \| \| Zuschauer: 6.965 \| \| Schiedsrichter: Rodolpho Toski ( Paraná) \| \| Spielbericht \| | Paysandu SC |
| CA Itapemirim                                        | Rodrigo Bambu – Paulinho, Rhayne, Kléber Viana , Marcos Felipe – Vitor, Araruama 79., Fabiano 79. – Franklin, Uálisson Pikachu 89., Eraldo Reserve Filipe, Felipe Foca, Pedro Medeiros, Leandro Tanaka, Bruno, Júnior Santos 79., Gaúcho, Chiquinho 89., Henrique Goebel, Charles 79., Kaio César Cheftrainer: Zé Humberto | Renan Rocha – Diego Ivo 81., Edimar, Perema – Matheus Silva 74., Nando Carandina, Renato Augusto, Mateus Müller – Mike Nenatarvicius 73., Cassiano, Moisés Brito Reserve Marcão, Douglas 81., Victor Lindemberg, Willyam 74., Lucas Geovani, Peu, Renan Gorne, Magno 73. Cheftrainer: Dado Cavalcanti | Paysandu SC |
| CA Itapemirim                                        | 0:1 Cassiano (54.) 0:2 Cassiano (72.) | | Paysandu SC |
| 25. April 2018 in Cariacica (Estádio Kléber Andrade) | | |             |
| Ergebnis: 0:2 (0:0)                                  | | |             |
| Zuschauer: 6.965                                     | | |             |
| Schiedsrichter: Rodolpho Toski ( Paraná)             | | |             |
| Spielbericht                                         | | |             |

#### Rückspiel
| Paysandu SC                                           | Paysandu SC | CA Itapemirim | CA Itapemirim |
| ----------------------------------------------------- | --- | --- | ------------- |
| Paysandu SC                                           | \| 16. Mai 2018 in Belém (Estádio Olímpico do Pará) \| \| Ergebnis: 1:1 (0:1) \| \| Zuschauer: 32.900 \| \| Schiedsrichter: Anderson Daronco ( Rio Grande do Sul) \| \| Spielbericht \| | \| 16. Mai 2018 in Belém (Estádio Olímpico do Pará) \| \| Ergebnis: 1:1 (0:1) \| \| Zuschauer: 32.900 \| \| Schiedsrichter: Anderson Daronco ( Rio Grande do Sul) \| \| Spielbericht \| | CA Itapemirim |
| Paysandu SC                                           | Renan Rocha – Diego Ivo , Edimar, Perema – Matheus Silva 74., Nando Carandina, Victor Lindemberg 65., Renato Augusto, Mike Nenatarvicius, Cassiano, Moisés Brito 65. Reserve Marcão, Gabriel Bubniack, Maicon Silva 74., Douglas, Mateus Müller 65., Willyam, Lucas Geovani, Pedro Carmona 65., Luis Cáceres, Danilo Pires, Peu, Renan Gorne Cheftrainer: Dado Cavalcanti | Rodrigo Bambu – Paulinho, Rhayne, Kléber Viana , Marcos Felipe – Araruama, Júnior Santos 86., Fabiano – Franklin, Uálisson Pikachu 77., Eraldo Reserve Filipe, Felipe Foca, Pedro Medeiros 62., Bruno 78., Gaúcho, Vitor, Chiquinho, Kaio César, Henrique Goebel 86. Cheftrainer: Zé Humberto | CA Itapemirim |
| Paysandu SC                                           | 1:1 Pedro Carmona (72.) | 0:1 Eraldo (40.) | CA Itapemirim |
| Paysandu SC                                           | Diego Ivo (75.) | Júnior Santos (65.), Pedro Medeiros (68.), Rhayne (90.+2') | CA Itapemirim |
| 16. Mai 2018 in Belém (Estádio Olímpico do Pará)      | | |               |
| Ergebnis: 1:1 (0:1)                                   | | |               |
| Zuschauer: 32.900                                     | | |               |
| Schiedsrichter: Anderson Daronco ( Rio Grande do Sul) | | |               |
| Spielbericht                                          | | |               |

## Torschützenliste
| Pl. | Nat.        | Spieler            | Klub          | Tore |
| --- | ----------- | ------------------ | ------------- | ---- |
| 1   | Brasilianer | Cassiano           | Paysandu SC   | 9    |
| 2   | Brasilianer | Eraldo             | CA Itapemirim | 6    |
| 3   | Brasilianer | Eduardo            | Luverdense EC | 3    |
|     | Brasilianer | Hamilton           | Manaus FC     | 3    |
|     | Brasilianer | Mike Nenatarvicius | Paysandu SC   | 3    |
|     | Brasilianer | Rafael Silva       | Luverdense EC | 3    |
|     | Brasilianer | Rossini            | Manaus FC     | 3    |